# Jan Harusewicz
 (février 2024).
Jan Harusewicz (1863-1929) est un médecin et un homme politique polonais.

## Biographie
Il est le fils de Szimon Harusewicz, fonctionnaire fiscal et de Leokadia Zielińska, tous deux issus de familles catholiques de la noblesse polonaise.
Jan clôture ses études secondaires au gymnasium de Łomża avec une médaille d'or (1881). Il entre alors à l'Université Impériale de Varsovie. Il en est expulsé en 1883 pour un an pour avoir pris part à des débats politiques. Il sort diplômé de médecine en 1887. Il devient membre la même année de l'Association de la Jeunesse Polonaise "Zet" (en), organisation étudiante clandestine pro-polonaise par la suite intégrée à la Ligue Polonaise (Liga Polska (pl)) dans laquelle Harusewicz est admis en 1888. Il devient membre du Conseil suprême de la nouvelle Ligue Nationale (en) polonaise créée en 1893 à partir de la Liga Polska.
Il accepte en 1888 le poste de médecin responsable du powiat d'Ostrów Mazowiecka (6e rang - Conseiller de collège - de la Table des rangs) en parallèle de ses activités clandestines. Fondateur et membre de nombreuses sociétés agricoles et de bienfaisance, il est l'un des fondateurs en 1905 de la Société Polonaise de l’Éducation (Polska Macierz Szkolna). On lui doit la création d'un réseau de cercles secrets liés à l'éducation. Il publie sous le pseudonyme de « Jerzy Wrewicz » dans la "Gazette de Varsovie" (Gazeta Warszawska (en)) et dans Przegląd Wszechpolski (pl) des articles principalement liés à l'autonomie gouvernementale du Royaume. Il sert comme commissaire de la Ligue Nationale dans le district de Łomża. Ses collaborateurs les plus proches sont Ludwik Mieczkowski (pl) et Jan Dołęga-Zakrzewski (en).
Il est membre de la Douma impériale russe de 1906 à 1917 (II, III et IV) et le dernier président du Cercle Polonais de la Douma (Koło Polskie w Dumie). Il exige le 23 avril 1906 devant la Douma l'autonomie du Royaume de Pologne. Il est membre (1915) du Comité national polonais (1914-1917), du Comité central des citoyens du royaume de Pologne en Russie et de l'Union Inter-Parti pour l'Unification de la Pologne. Après le déménagement du Comité national polonais à Paris en 1918, il en est le représentant en Suède et en Finlande.
Il retourne en Pologne en 1920 et est élu, en 1922, membre ZLN (en) (parti aligné avec la Démocratie nationale) de la Diète polonaise où il est vice-président du ZLN. Il est élu au Sénat en 1928. Il continua à pratiquer toute sa vie l'exercice la médecine.
Il décède à Varsovie le 17 septembre 1929. Il est enterré au cimetière de Powązki.
Il était l'époux de Amelia Paczoska (pl) (1871-1962), scientifique, pédagogue polonaise et sœur du botaniste Józef Paczoski, dont deux enfants: Mieczysław Harusewicz (pl) (1899-1991), ingénieur, officier polonais et militant politique (SN (en)), et Wanda Czeczottowa (1897-1959), épouse d'un médecin militaire assassiné à Kharkiv en 1940.

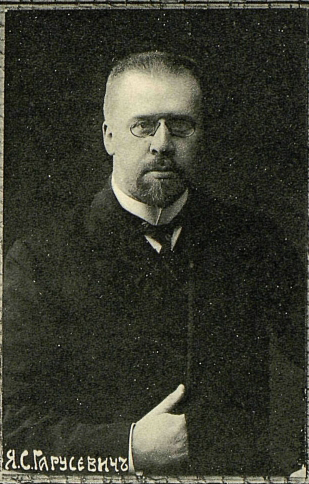
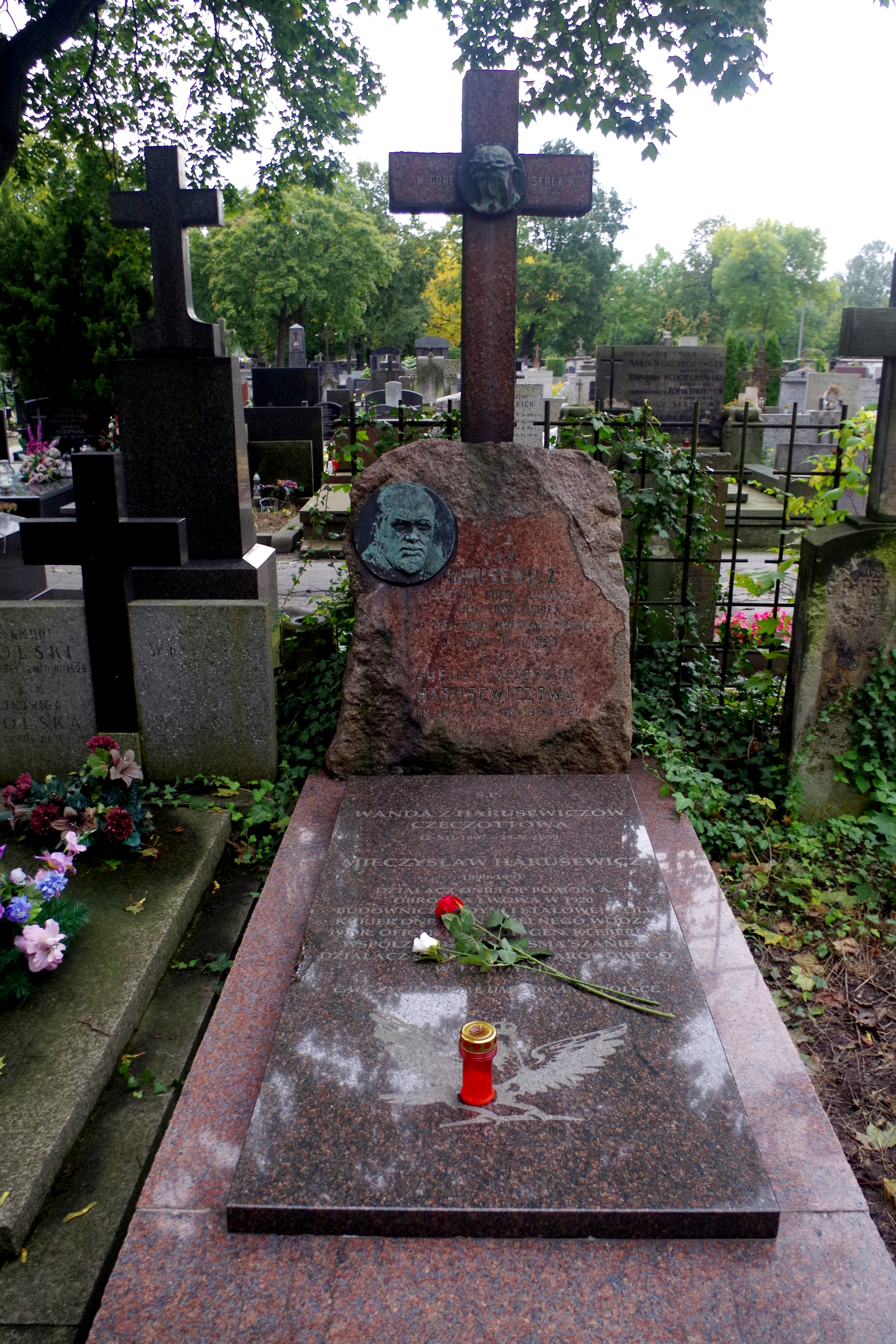
Tombe de Jan Harusewicz au cimetière de Powązki.